# Ушатый, Пётр Фёдорович
Пётр Фёдорович Ушатый (умер после 1500) — князь и воевода на службе у Великого князя Московского Ивана III.

## Происхождение
Пётр происходил из княжеского рода Ушатых и был младшим из шести сыновей родоначальника, моложского князя Фёдора Ивановича Ушатого и дочери московского боярина Якова Захарьича Кошкина-Захарьина (дочери Якова Казака-Кошкина). Пётр имел братьев Василия, Константина, Ивана Ляпуна, Ивана Бородатого и Юрия Фёдоровичей.

## Биография
В 1491 году, когда Иван III решил арестовать своего брата Андрея Васильевича Большого Горяя, который был удельным князем в Угличе, князю Петру Фёдоровичу было поручено доставить в Москву бояр князя Андрея. В этом же году послан вторым воеводою войск в Югорскую землю и на вогуличей.
Весной 1496 года он с братом Иваном (в семье Ушатых было два Ивана; в большинстве источников считают, что это был четвертый сын по кличке Ляпун, но в некоторых называют шестого младшего брата Ивана Бородатого) возглавил водный поход в «Каянскую землю» (современная Финляндия и Карелия). Судовая рать, состоящая из жителей Устюга и Северной Двины, пройдя через Белое море, обогнув Кольский полуостров и захватив три шведских корабля, продолжила маршрут по суше, достигла реки Леминги, подчинило местные племена по рекам Полне, Торнове и Снежне, а к осени вернулась домой. Вероятно поход имел цель восстановить русское влияние в карельских и финских землях, вытеснив оттуда шведов.
В 1499—1500 годах Пётр назначен вторым воеводой, приняв участие в масштабной военной экспедиции на Северо-Восток и за Урал. Вместе с ним экспедицию возглавляли князь Семён Фёдорович Курбский (дальний родственник Ушатого) и Василий Иванович Бражник (Заболоцкий). Отряд был сформирован из жителей Устюга, Вологды и других жителей севера. По рекам отряд добрался до Печоры, где построил крепость Пустозерск, которая долгое время была опорным пунктом московского влияния в районе. Далее отряд на лыжах пересек Урал и появился в окрестностях крепости, построенной ранее экспедицией Лапина. Ратные люди ехали на собаках, а воеводы — на оленях. Здесь войско разделилось на две части и в двух направлениях произвело жестокое опустошение неприятельской страны: было взято более 40 городков и захвачено в плен около 60 туземных князьков, которых привезли в Москву.
После этого сведений о князе Петре Фёдоровиче Ушатом исчезают.
По родословной росписи показан бездетным.